# Біжеляк
Біжеляк (рос. Бижеляк) — селище залізничної станції, підпорядковане місту Озерську Челябінської області Російської Федерації.
Населення становить 214 осіб (2010).

## Історія
Згідно із законом від 26 серпня 2004 року органом місцевого самоврядування є Озерський міський округ.

## Населення
| 2002 | 2010 |
| ---- | ---- |
| 311  | ↘214 |